# Merla roquera menuda
La merla roquera menuda (Monticola rufocinereus) és una espècie d'ocell de la família dels muscicàpids (Muscicapidae). Es troba a l'Àfrica oriental i el sud-oest d'Aràbia. El seu hàbitat natural són les muntanyes i zones rocoses amb alguns arbres, de vegades prop de poblacions humanes. El seu estat de conservació es considera de risc mínim.